# Manipurihäst
Manipuriponnyn är en liten hästras som härstammar från Indien. Ponnyerna är utvecklade ur den primitiva Przewalskihästen och dess totala motsats, det ädla arabiska fullblodet. Manipuriponnyn räknas som den första poloponnyn och har säkert stått som modell för utvecklingen av poloponnyer.   

## Historia
Manipuriponnyerna avlades fram redan under 1600-talet i delstaten Manipur i nordöstra Indien. De sägs härstamma från de mongoliska vildhästarna, przewalskihästar som korsades med de totala motsatserna, de förnäma ädla och snabba arabiska fullbloden. De första manipurihästarna användes som remonter för kavalleriet i Manipur, som var fruktad och respekterad i hela södra Asien. Hästarna användes av armén genom hela Andra världskriget som packdjur åt brittiska armén när de invaderade Burma år 1945. 
Hästpolo introducerades i Indien från Persien av kungen i Manipur redan under 600-talet e.Kr. Kungen var så förtjust i sporten att han lät bygga stora stallar och ibland spelade han mitt i natten med enbart facklor som ljus. Under den här tiden använde man sig troligen av mycket mindre ponnyer som redan fanns i Indien som t.ex. den indiska ponnyn, bhutiaponnyn eller spitiponnyn. Det skulle dröja upp till 1000 år innan man kunde använda sig av Manipuriponnyer. Manipurihästen visade sig vara perfekt för spelet och när rasen utvecklades användes de även som polohästar. Manipurin räknas som den första ursprungliga poloponnyn, även om dagens framavlade poloponnyer är något större. 
Sporten blev uppmärksammad när Storbritannien ockuperade Indien under 1800-talet och då användes fortfarande manipuriponyn som polohäst. Britterna förde sporten vidare till Europa och Amerika där man istället utvecklade egna poloponnyer, ofta med inkorsningar av engelska fullblod som gjorde poloponnyerna snabbare. Detta medförde att Manipurihästen blev mindre och mindre eftertraktad som poloponny. När reglerna ändrades år 1909 ansågs manipuriponnyn vara alldeles för liten för spelet och då man började kräva större hästar och utvecklade den standardiserade poloponnyn slutade man nästan helt att använda Manipuriponnyn inom polosporten. Idag används de dock i viss grad lokalt i Indien när man tränar eller har vänskapsmatcher men de används inte i större tävlingar. 
Manipuriponnyns egenskaper som var utmärkta för polosporten visade sig även passa inom kavalleriet och manipurin var en mycket väl används stridshäst i indiska armén. Under 1600-talet, efter rasens utveckling, användes de bland annat i de strider som skedde mot Burma. Manipurin användes som stridshäst ända fram till andra världskriget då de istället fick vara transportdjur för att frakta mat, vatten, vapen och ammunition bland annat åt den brittiska 14:e armén när de intog Burma år 1945.
Idag används manipuriponyn mest till ridning, lite galoppsport och inom kavalleriet.

## Egenskaper
Manipuriponnyn har ärvt tålamod, intelligens och naturliga sundhet och härdighet från den primitiva Przewalskin och snabbhet, uthållighet och mod från araben. Huvudet har en rak nosprofil med stora ögon, livfulla öron och stora näsborrar. Bogen är något bred och kroppen kompakt. 
Manipurihästarna har även väl utvecklade ben med starka knän och rörelserna är snabba och långa. Rasens tålighet och snabbhet gör den perfekt som poloponny då de är snabba i vändningarna men det lugna temperamentet gör ponnyn utmärkt som ridhäst både för barn och mindre vuxna.  